# Mark Ptashne
Mark Steven Ptashne (Chicago, 5 de junho de 1940) é um biólogo molecular estadunidense.

## Prêmios e condecorações
- 1973 Bolsa Guggenheim
- 1975 Prêmio Eli Lilly de Química Biológica
- 1977 Membro da Academia de Artes e Ciências dos Estados Unidos
- 1977 Prêmio Charles-Leopold Mayer
- 1979 Membro da Academia Nacional de Ciências dos Estados Unidos
- 1979 Prêmio NAS de Biologia Molecular
- 1985 Prêmio Louisa Gross Horwitz[2]
- 1985 Prêmio Internacional da Fundação Gairdner[3]
- 1990 Alfred P. Sloan, Jr. Prize
- 1997 Prêmio Massry[4]
- 1997 Prêmio Albert Lasker de Pesquisa Médica Básica[5]